# Ringer (telessérie)
Ringer é uma série de televisão estadunidense, estreou no dia 13 de setembro de 2011 no canal The CW.  Estrelada por Sarah Michelle Gellar, que interpreta as irmãs gêmeas Bridget Kelly e Siobhan Martin. No dia 12 de outubro a série ganhou uma temporada completa com 22 episódios.

## Sinopse
A história inicial enfoca-se em Bridget (Sarah Michelle Gellar), uma ex-stripper e dependente química que está fugindo da máfia. Mas logo somos apresentados a sua irmã gêmea Siobhan (também interpretada por Sarah Michelle Gellar),que é milionária e aparenta ter uma vida perfeita, em um passeio de lancha em que as duas irmãs conversariam melhor sobre ambas, Siobhan misteriosamente desaparece no meio do mar, deixando Bridget desesperada e convencendo-a de sua morte que parece ter sido um suicídio, como ela não consegue encontrar a irmã, e já se lembrando de todos os problemas em que está envolvida, Bridget decide se passar pela irmã, assumindo sua identidade e todas as responssabilidades de Siobhan, que aliás nem ela sabia, mas o que ela não esperava é que a irmã parece ter uma vida ainda mais perigosa que a dela. Bridget se dá conta que a vida de sua irmã Siobhan não era a maravilha que pensava, ela é obrigada a assumir a enteada, Juliet, o marido, Andrew, (Ioan Gruffudd) percebendo que ele e Siobhan não tinham um relacionamento muito bom a algum tempo, a amiga de Siobhan, Gemma Butler (Tara Summers) e o marido dela, que era amante de Siobhan, Henry(Kristoffer Polaha), é então que ela percebe que há muitas coisas que ela não sabia de sua irmã, e que irão prejudicá-la bastante. Além do Agente Victor Machado (Nestor Carbonell) que tentará convence-la a prestar o depoimento para a prisão de um perigoso ladrão que tentará acabar com todos próximos de Bridget.

## Episódios
| Temporada | Temporada | Episódios | Episódios | Originalmente exibido  | Originalmente exibido |
| Temporada | Temporada | Episódios | Episódios | Estreia da temporada   | Final da temporada    |
| --------- | --------- | --------- | --------- | ---------------------- | --------------------- |
|           | 1         | 22        | 22        | 13 de setembro de 2011 | 17 de abril de 2012   |

## Elenco

### Elenco principal
- Sarah Michelle Gellar é Bridget Kelly/Siobhan Martin. Bridget, ela é testemunha de um crime e está sendo perseguida por isso, tem problemas com drogas e um irmã gêmea Siobhan. Bridget assume a identidade de Siobhan pois acha que ela está morta e isso a ajudaria se esconder do criminoso que a persegue.[5]
- Kristoffer Polaha é Henry Butler, marido de Gemma, ele é escritor, e amante de Siobhan.[6]
- Ioan Gruffudd é Andrew Martin, um homem muito rico e marido de Siobhan, ele só pensa no trabalho e não confia na própria filha.[7]
- Nestor Carbonell é Victor Machado, agente do FBI, ele está investigando o caso onde Bridget foi testemunha, ele que a levou para o grupo de alcoílicos anônimos e agora que ela está "desaparecida" ele investiga o sumiço.[8]
- Mike Colter é Malcolm Ward, padrinho e melhor amigo de Bridget, o único que sabe o segredo de Bridget.

### Recorrentes
- Tara Summers é Gemma Butler, melhor amiga de Siobhan.
- Zoey Deutch é Juliet Martin, a filha de Andrew, enteada de Siobhan.
- Billy Miller é Charlie, ele ajuda Bridget por um tempo, ex-policial e foi contratado por Siobhan para sequestrar Gemma que sabe o segredo.
- Jason Dohring é Sr. Carpenter, o professor de Juliet.
- Justin Bruening é Tyler Barrett, o homem que trabalha com Andrew e ajuda Siobhan em Paris.
- Jaime Murray é Olivia Charles, sócia de Andrew.
- Andrea Roth é Catherine, ex-esposa de Andrew e mãe de Juliet.
- Misha Collins é Dylan, pai do filho falecido de Siobhan.

## Desenvolvimento e produção
O piloto foi anunciado no início de 2011 para a CBS. As filmagens para o piloto começaram em março de 2011 na cidade de Nova York. O piloto foi dirigido por Richard Shepard e escrito por Eric Charmelo e Nicole Snyder. A série foi predominantemente filmada em Los Angeles. Gellar atuou como produtor executivo ao lado de Peter Traugott e Pam Veasey.
Em uma surpresa, o piloto foi escolhido para seriado em 13 de maio de 2011, não pela CBS, mas pela sua rede irmã, The CW. Isso fez com que a ABC Studios desistisse de co-produzir o show, alegando que não pode produzir uma série para a economia da The CW. A Warner Bros. Television entrou em cena como co-produtores. No calendário 2011-12 da CW, a série foi emparelhada com 90210 e foi ao ar nas noites de terça-feira às 21:00 horas Oriental/20:00 Central. A rede inicialmente encomendou treze episódios.
A série estreou em 13 de setembro de 2011. Em 12 de outubro de 2011, a série foi escolhida para uma temporada completa de 22 episódios.

### Escolha de elenco
Os anúncios de elenco para a série começaram em janeiro de 2011. O primeiro a ser escalado foi Sarah Michelle Gellar, que também foi produtora executiva. Gellar interpreta Bridget e sua irmã gêmea Siobhan Martin. Gellar disse: "A brincadeira é que eu estou jogando cinco personagens" - Bridget e Siobhan no presente, tanto mulheres em flashbacks, e "Shivette" (que diz em sua cadeira no set), Bridget representando Siobhan.
O próximo a ser lançado foi Nestor Carbonell como Victor Machado, seguido por Ioan Gruffudd e Mike Colter, Gruffudd interpretou Andrew Martin, e Colter interpretou Malcolm Ward. Tara Summers mais tarde se juntou à série como Gemma Butler, com Kristoffer Polaha sendo o último ator a ser escalado em março de 2011, como Henry Butler.
Foi relatado em 19 de julho de 2011, que Jaime Murray tinha sido escalado como Olivia, parceiro de negócios de Andrew, que apareceu pela primeira vez no episódio dois e se tornou um personagem recorrente. Em 26 de julho de 2011, foi anunciado que Zoey Deutch havia sido escalada para Juliet, a enteada de Siobhan e a filha de Andrew. Depois disso, foi revelado em agosto de 2011 que Justin Bruening estaria se juntando a Ringer como um personagem recorrente chamado Tyler, que perseguirá Siobhan. Em 24 de agosto, Billy Miller foi escalado para o papel recorrente de Charlie, que conheceu Bridget durante suas reuniões de NA. Seu personagem apareceu pela primeira vez no episódio cinco.
Jason Dohring foi escalado para o papel recorrente de Carpenter, professor da escola secundária de Siobhan, que Juliet frequenta. Depois disso, a estrela do Nickelodeon, Gage Golightly, foi escalada para um papel recorrente como Tessa, "uma adolescente durona que se envolve com a enteada de Siobhan, Juliet (Zoey Deutch) em sua nova escola no centro da cidade". Em 3 de setembro de 2011, Nicole Gale Anderson revelou em seu Twitter oficial que se juntou a Ringer e fará o papel de Monica. Mädchen Amick foi escalada como Greer Sheridan, a velha amiga de Siobhan. Em 26 de outubro, foi anunciado que Andrea Roth foi escalada para interpretar Catherine, a ex-mulher de Andrew e a mãe de Juliet. Brody Hutzler foi escalado como marido de Greer Sheridan, Jason.

### Música
O show geralmente transmite música indie. Durante o piloto, a fim de acentuar o aspecto "Neo Noir" do show, a música de 1960 "I Fall to Pieces", de Patsy Cline, e um cover da música de 1969 "25 or 6 to 4", de Pacifika foram tocadas durante as cenas principais. Mais tarde na temporada, junto com "Glory Box" de Portishead, "Video Games" foi apresentado pela primeira vez em primeiro lugar em Ringer em 28 de setembro de 2011 durante uma cena crucial. A música de Adele, "Set Fire to the Rain" foi usada para a campanha promocional do show e "Rumor Has It" para o final da temporada, durante a última cena. A música "Riverside" do amante de Alfred Hitchcock, Agnes Obel, é tocada durante o episódio 12 e outra música de Lana Del Rey, "Blue Jeans", foi tocada em 14 de fevereiro de 2012 durante a última cena do episódio. O novo single de Regina Spektor, "All the Rowboats", foi apresentado no episódio 17. A primeira temporada terminou com uma música da banda de rock The Black Keys chamada "She's Long Gone".
A principal música título foi composta por Gabriel Mann, que também marcou o piloto e os quatro primeiros episódios; Mark Snow assumiu funções de pontuação depois disso.

## Cancelamento
"Eu não acho que nada deu errado com o Ringer. Eu estava feliz que estava lá... O show foi bem trabalhado, bem produzido, bem escrito, mas foi um show serializado complicado. Depois de terminar uma corrida no outono e voltar em janeiro, a audiência foi para outro lugar. E simplesmente não conseguimos encontrar a demonstração 18–34 que esperávamos."

—Mark Pedowitz, sobre o cancelamento de Ringer.
Após um declínio nas classificações e na audiência do intervalo de três meses durante o feriado, considerou-se que Ringer provavelmente seria cancelado. A The CW colocou a série canadense The L.A. Complex em seu intervalo de tempo após o final, na esperança de que o show produziria classificações mais altas. Ringer foi indicado no E! Salve One Show campanha e ficou em terceiro lugar. Múltiplas petições foram criadas, com uma que tinha mais de 16.000 assinaturas. Após cerca de um mês da incerteza do programa, a CW cancelou oficialmente a série em 11 de maio de 2012.
O show foi posteriormente indicado para mais quatro prêmios, incluindo um prêmio Teen Choice para a atriz de TV Choice em um drama por Sarah Michelle Gellar, um prêmio Zap2it, e dois prêmios E! Prêmios online. O show já foi indicado para dezesseis prêmios, quadruplicando assim os outros programas de calouros da CW; e recentemente o programa se tornou o terceiro programa de TV mais vendido no iTunes entre todos os programas da CW. Em 24 de maio de 2012, foi oficialmente revelado que Ringer foi a quinta série de maior audiência da CW, com seus índices de audiência e dados demográficos superando as séries renovadas da rede, dos programas semelhantes Nikita, America's Next Top Model e Gossip Girl na audiência geral.

## Recepção

### Resposta crítica
O piloto foi recebido com críticas positivas, já que o piloto chamou a atenção dos críticos, com uma pontuação inicial de 59 pontos em 100 (com base em 29 críticos) do Metacritic.
Em uma crítica na TV.com, Tim Surette ficou entusiasmado com o piloto do programa, considerando-o exagerado com seu "mistério complicado" e "Outrageous. Mas potencialmente uma diversão deliciosa". After Elton também deu a Ringer uma crítica positiva, chamando-a de "o melhor novo show do ano". People Magazine deu a série 4/4 estrelas. E! News chamou o show de "intenso", elogiando o "film noir-ness" do show. Eles descreveram Sarah Michelle Gellar como "incrível" e "fantástica". Seu veredicto foi "assista, assista, assista!" The Insider incluiu o Ringer em sua lista de "10 Melhores Novos Programas de TV de Outono". Matt Mitovich, da TV Line, deu ao piloto uma avaliação positiva, dizendo: "o set-up é sólido, com algumas pontas soltas endereçadas e detalhes agradáveis espalhados. Fazendo vários papéis, Gellar faz um ótimo trabalho como em Bridget, Siobhan e Bridget-as-Siobhan, e o elenco de apoio não apresenta elos fracos." Ringer foi uma das escolhas do editor do Yahoo! dizendo que "o primeiro episódio traz tantas reviravoltas chocantes, que você não vai conseguir recuperar o fôlego. Heck, ainda estamos pegando o nosso." O New York Post deu uma crítica positiva dando 3/4 estrelas dizendo que o piloto é "tão bom que é ruim para a CBS" por ter doado Ringer para a CW. USA Today deu 3/4 estrelas graças a "dois desempenhos Gellar muito bons e bem definidos", o resultado final foi "você fez um bom show, CW. Não estrague tudo"
Las Vegas Weekly fez uma revisão mista, dizendo que era "um pouco bobo, mas também suculento e bem-sucedido". The Hollywood Reporter concluiu que, embora Gellar estivesse "projetando a seriedade", o programa "realmente não tem muito peso". Newsday também comentou que, enquanto Sarah Michelle Gellar parece "deslumbrante", o programa não se encaixa na rede como "é inerte, sem brilho e um pouco antiquado", e deu a nota C+. Matthew Gilbert de The Boston Globe foi mais negativo sobre "Ringer", entregando-lhe um "D", bem como chamando os efeitos especiais de "ruim" e "desleixado", e "a história linha - rasgado de uma soap diurno brega".